# Abudefduf declivifrons
Abudefduf declivifrons је врста тропске морске рибе, једна од 20 у роду Abudefduf, породица Pomacentridae. Станишта су јој у Калифорнијском заливу па до Акапулка у Мексику, и даље на југ до Костарике, укључујући и острво Ревилагигедо. Живи у плитким водама, углавном уз гребене, на дубинама до пет метара. Може да нарасте до 18 центиметара.